# Boarmia nigrofasciata
Boarmia nigrofasciata är en fjärilsart som beskrevs av Barend J. Lempke 1952. Boarmia nigrofasciata ingår i släktet Boarmia och familjen mätare. Inga underarter finns listade i Catalogue of Life.